# GVA Consultants
GVA Consultants is een scheepsbouwkundig ingenieursbureau dat in 1989 werd opgericht nadat scheepsbouwer Götaverken failliet was gegaan. Het is onderdeel van KBR.
In de jaren 1970 ging Götaverken gebukt onder de Zweedse wervencrisis. Er werd gezocht naar alternatieven naast de bouw van olietankers en bulkcarriers. Dit waren onder meer veerboten, koelschepen en ijsbrekers. Ook werd een licentie-overeenkomst gesloten met Friede & Goldman om halfafzinkbare platforms (semi's) van het type Pacesetter te bouwen. GVA kwam daarna met een eigen ontwerp van een semi, de GVA 4000. Hiervan bouwde het er drie zelf, terwijl andere werven het in licentie bouwden. De GVA 5000 was hierop gebaseerd. Deze Balmoral FPV was het eerste nieuwgebouwde halfafzinkbare productieplatform (FPS). Van het kleinere GVA 2000-ontwerp bouwde het daarna zelf twee accommodatieplatforms en daarna een GVA 3000, de Regalia.
In 1989 werd de werf gesloten. De ontwerpafdeling ging verder als GVA als onderdeel van het staatsbedrijf Celsius AB. Naast de bestaande ontwerpen, ontwikkelde het daarna boorsemi's als de GVA 7500, GVA 8000 en GVA 5000. Ook productieplatforms volgden, waaronder op basis van de GVA 8000 voor het Visund-veld en het Trol-veld, de GVA 12000 voor het Asgard-veld en het Kristin-veld, de GVA 27000 voor het Atlantis-veld, de GVA 40000 voor het Thunder Horse-veld en de GVA 33000 voor Jack/St Malo. Naast semi's ontwierp het daarna ook FPSO's zoals de GVA 320000 FPSO en FLNG zoals het GVA 25 FLNG-concept. Het ontwierp ook de GVA 20000 waarop het kraanschip Sleipnir van Heerema is gebaseerd. Al in 1983 liet had Brown & Root GVA een ontwerp maken voor een halfafzinkbaar kraanschip met een totale capaciteit van meer dan 11.000 shortton. Nadat echter bekend werd dat McDermott en Micoperi vergelijkbare plannen hadden, trok Brown & Root zich hieruit terug.
In 1998 nam British Maritime Technology het bedrijf over van Celsius, maar verkocht dit alweer in 2001 aan het Amerikaanse Halliburton KBR.